# Slatina (Bor)
Slatina (Servisch cyrillisch Слатина) is een plaats in de Servische gemeente Bor. De plaats telt 921 inwoners (2002).